# بيشمركة
</ref> - حتى الآن
| النوع = جيش
| الحجم = 519,000
| المقر الرئيسي = أربيل
| لقب المقر الرئيسي =
| معدات =
| لقب معدات =
| اللقب =
| الشعار =
| ألوان =
| لقب ألوان =
| march =
| حروب = 
 الحرب العراقية الكردية الأولى 
 الحرب الكردية العراقية الثانية 
 حرب الخليج الأولى 
 حرب الخليج الثانية 
 الصراع الكردستاني الإسلامي 
 الحرب على الإرهاب 
 (معارك أخرى مختلفة / حروب)
| الذكريات السنوية =
| أوسمة =
| معارك شرفية = 
| القائد الحالي =
| لقب القائد الحالي =
| القائد الشرفي =
| لقب القائد الشرفي =
| عقيد الفوج =
| لقب عقيد الفوج =
| القادة الشرفيون = كوسرت رسول علي 
 ثورة الشيخ سعيد 
 مصطفى فرج 
 مصطفى البارزاني 
 نوشيروان مصطفى 
 قاضي محمد 
 مسعود بارزاني 
 إحسان نوري الباشا 
 جلال الطالباني 
 موشى ديان 
 إدريس البارزاني 
 سيروان بارزاني 
 مسرور بارزاني 
 منصور بارزاني
| الرمز التعريفي =
| لقب الرمز التعريفي =
| الرمز التعريفي 2 =
| لقب الرمز التعريفي 2 =
| الرمز التعريفي 3 =
| لقب الرمز التعريفي 3 =
| الرمز التعريفي 4 =
| لقب الرمز التعريفي 4 = 
| طائرة هجومية =
| طائرة قاذفة =
| طائرة إلكترونية =
| طائرة مقاتلة =
| طائرة اعتراضية =
| طائرة مراقبة =
| طائرة دورية =
| طائرة تدريب =
| طائرة نقل =
| مروحية =
| مروحية هجومية = ايه اتش-1كوبرا مروحية هجومية
| مروحية شحن =
| مروحية متعددة المهام =
| مروحية مراقبة = او اتش-6 مروحية مراقبة
| مروحية تدريب = روبنسون ار66 مروحية تدريبية معددة مهمات
| مروحية شاملة = الشاهين الاسود 70-T مروحية نقل الجنود
}}
البيشمركة (بالكردية: پێشمه‌رگه، Pêşmerge) أو رسمياً قوات البيشمركة الكردية هي قوات عسكرية والمصطلح الذي يستخدمه الأكراد للإشارة إلى المقاتلين الكرد. حرفيًا المصطلح يعني «الذين يواجهون الموت».
كلمة البيشمركة من الكلمات والمصطلحات المهمة عند الشعب الكردي إن هذه التسمية تطلق على إنسان يعمل بنكران الذات مضحياً بحياته من أجل حرية وحقوق شعبه العادلة، من الناحية اللغوية تتكون التسمية من كلمتين، «بيش» وتعني أمام و«مرك» تعني الموت وهو تحدي الموت، وهي من أقدم القوات المسلحة في العراق، حيث تعود إلى عشرينات القرن العشرين، أي أواخر عصر الدولة العثمانية، رغم أن بذور البشمركة هي أقدم من ذلك حيث ترجع إلى مليشيات نشأت في تسعينات القرن التاسع عشر. قوات البشمركة تدار من قبائل كردية في شمال العراق. وقد دخلت البشمركة في حرب داخلية بين أعضائها في التسعينات من القرن العشرين وأنهت حروبها بعد عقد مصالحة بين الزعيمين الرئيسين مسعود برزاني وجلال طالباني. شاركت في عملية مطاردة المطلوبين للقوات الأمريكية، وفي 19 اغسطس 2003 نجحت في القبض على طه ياسين رمضان شمال الموصل،  وقامت بتسليمه للقوات الأمريكية لمحاكمته، ونُشر فيديو اعتقاله بعد ذلك.

## لمحة تاريخية

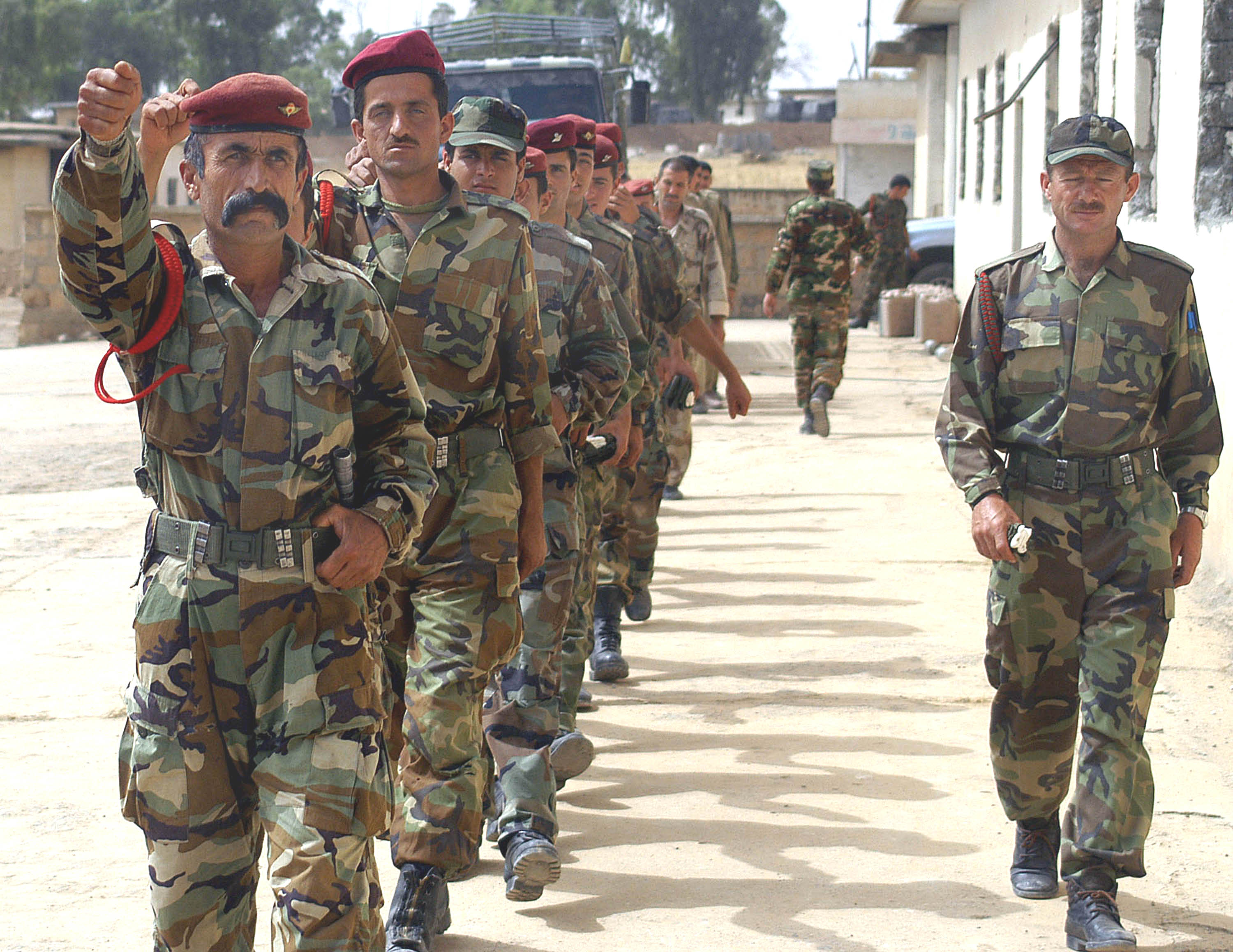
الموصل 2003

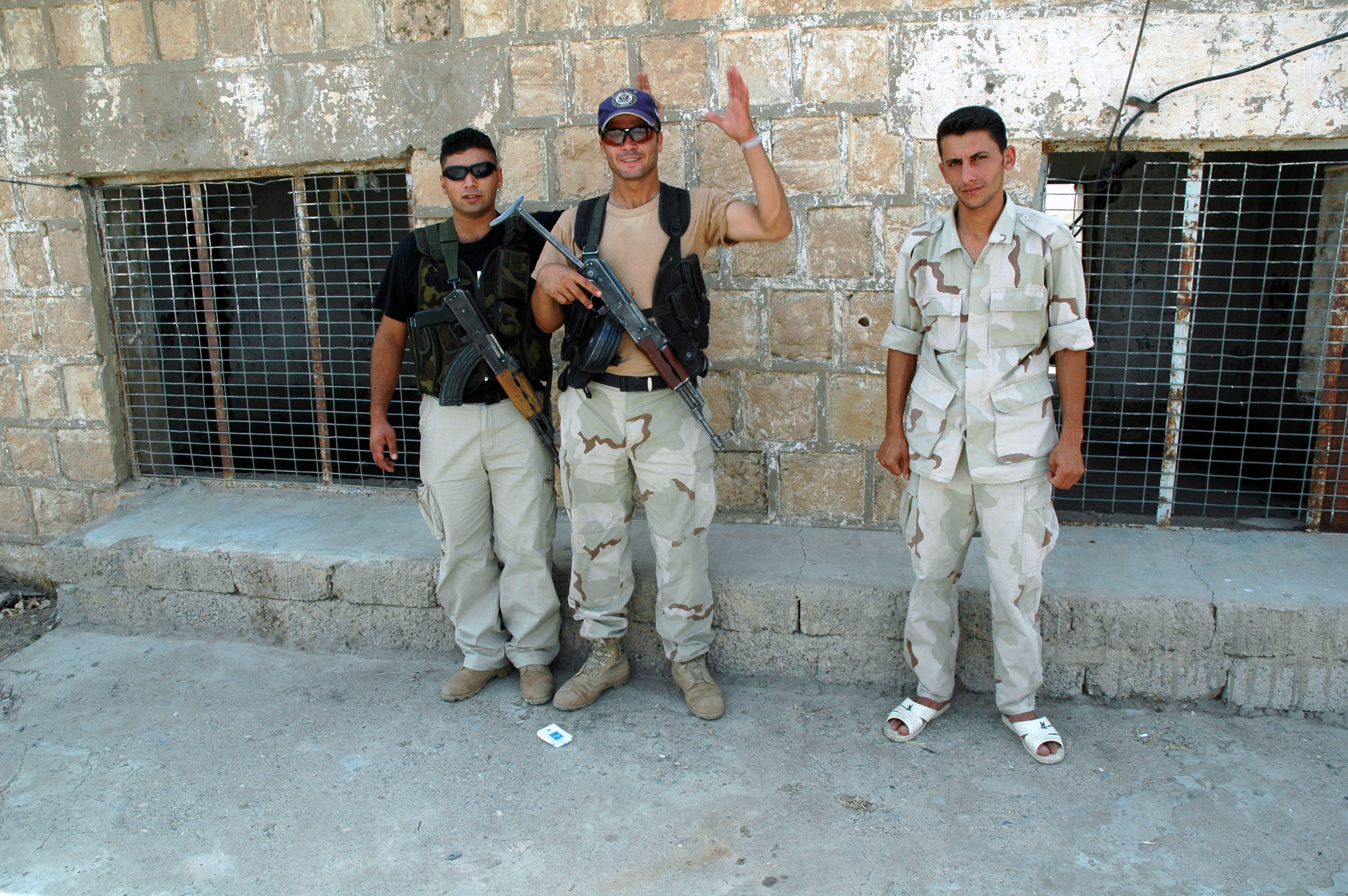
أربيل 2005

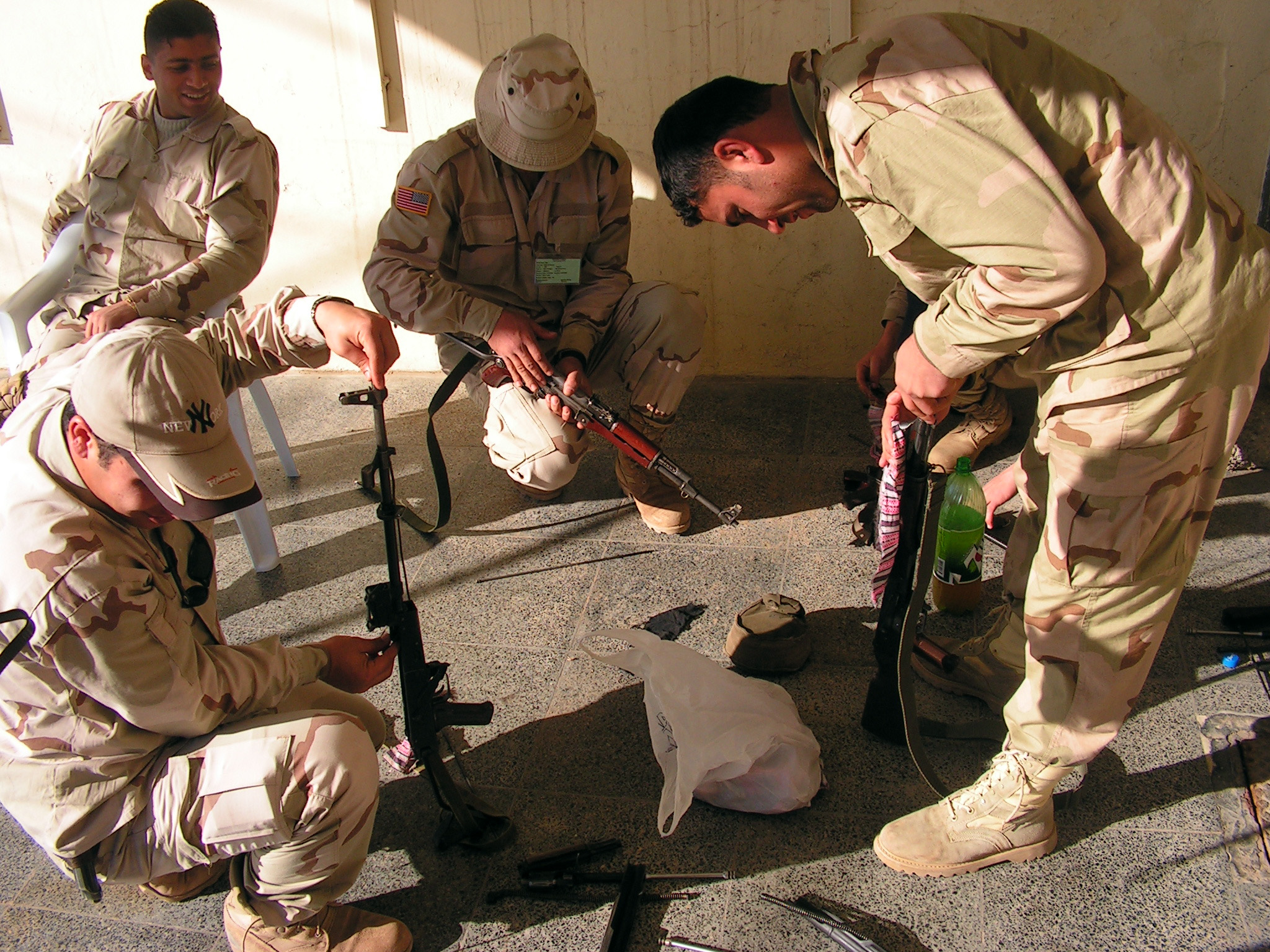
أربيل 2005

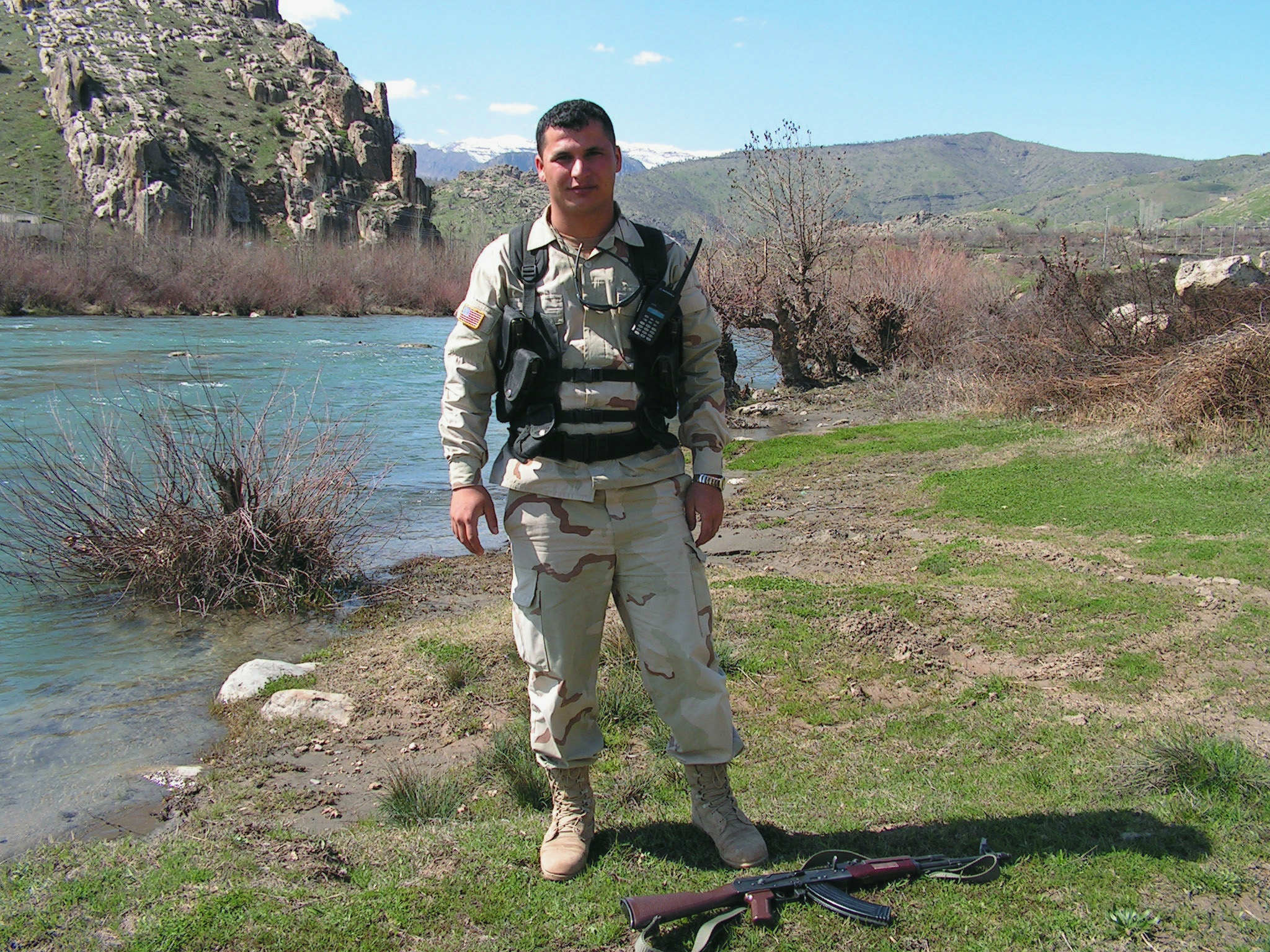
قرب دهوك 2005

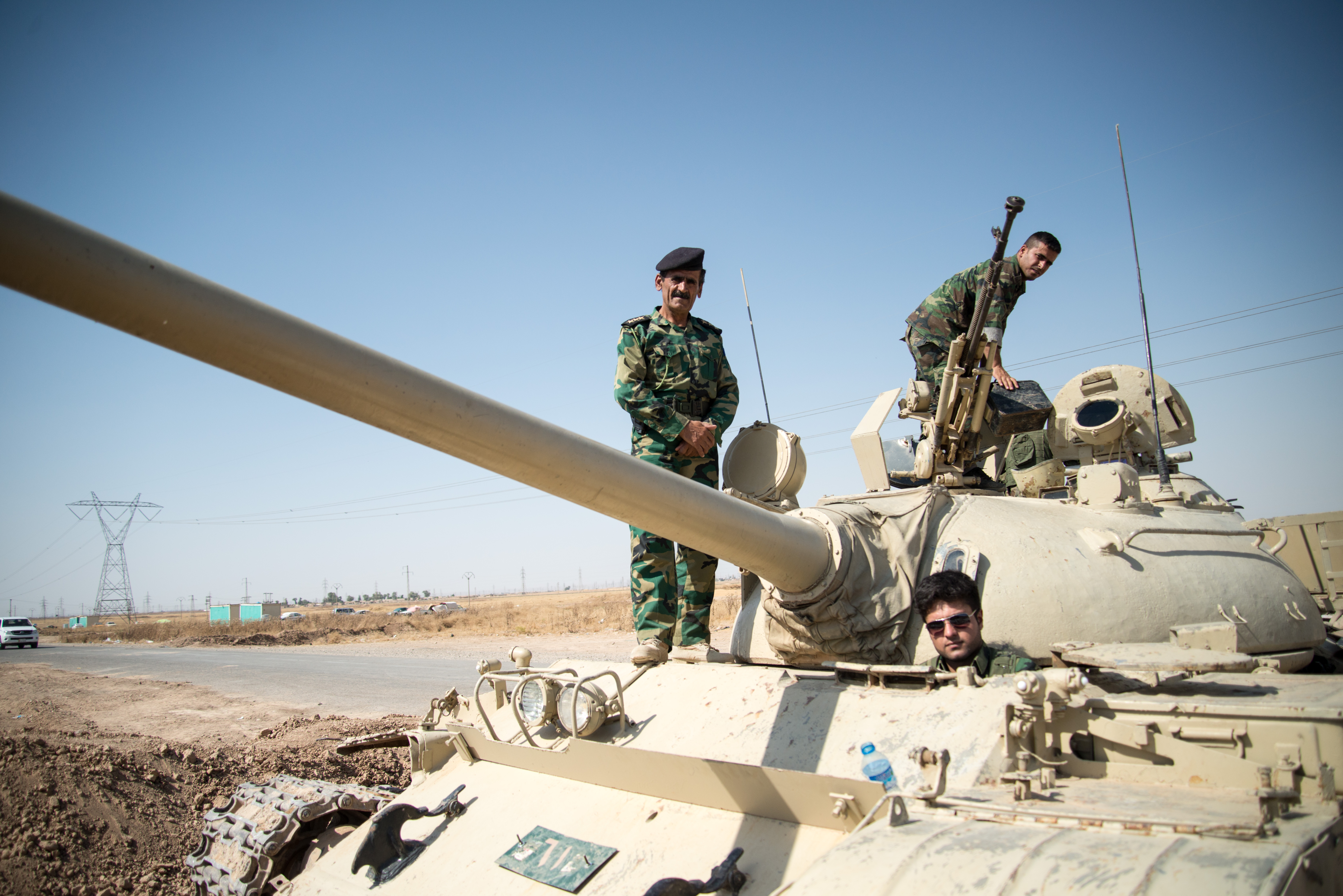
قرب كركوك

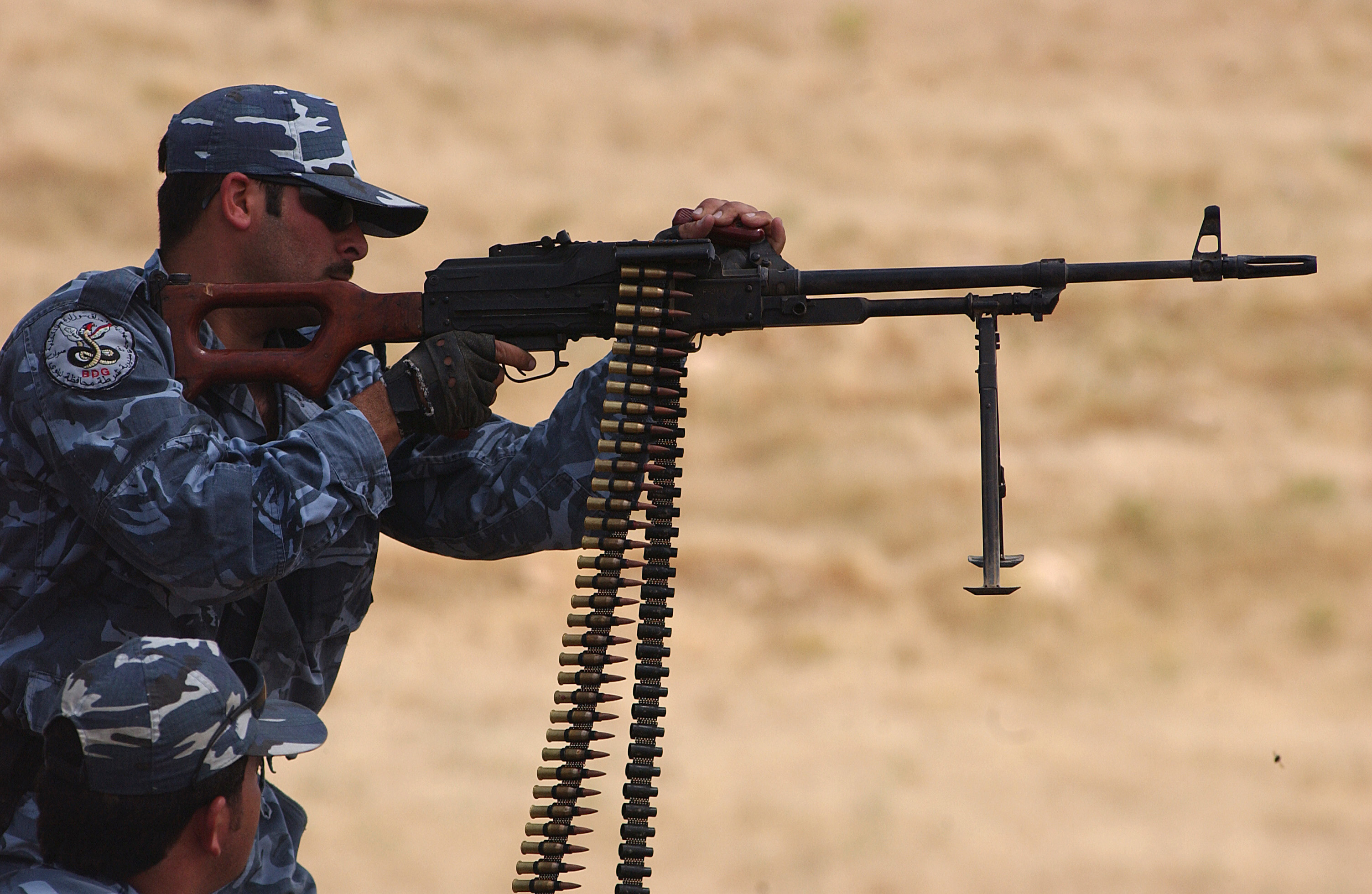
الموصل 2007

لقد كان تقليد التمرد الكردي القائم على التمرد موجودًا منذ آلاف السنين إلى جانب التطلعات إلى الاستقلال، وقد حارب المقاتلون الكرد ضد الإمبراطوريات الفارسية المختلفة، والإمبراطورية العثمانية والإمبراطورية البريطانية.
تاريخياً، كانت البشمركة موجودة فقط كميليشيات حرب، ولكن في ظل جمهورية مهاباد المعلنة (1946-1947)، أصبحت البيشمركة بقيادة مصطفى بارزاني الجيش الرسمي للجمهورية آنذاك. بعد سقوط الجمهورية وإعدام رئيس الدولة قاضي محمد، ظهرت قوات البيشمركة كميليشيات حرب ستواصل القتال ضد الحكومتين الإيرانية والعراقية لما تبقى من القرن.
في العراق، كان معظم هؤلاء البيشمركة بقيادة مصطفى بارزاني من الحزب الديمقراطي الكردستاني. في عام 1975م هُزمت البشمركة في الحرب العراقية - الكردية الثانية. جلال طالباني، وهو عضو قيادي في الحزب الديمقراطي الكردستاني، غادر في نفس العام لإحياء المقاومة وأسس الاتحاد الوطني الكردستاني. لقد خلق هذا الحدث خط الأساس للسخط السياسي بين الحزب الديمقراطي الكردستاني والاتحاد الوطني الكردستاني الذي يقسم حتى يومنا هذا قوات البيشمركة والكثير من المجتمع الكردي في كردستان العراق.
بعد وفاة مصطفى بارزاني في عام 1979م، أخذ ابنه مسعود البرزاني منصبه. مع تزايد التوتر بين الحزب الديمقراطي الكردستاني والاتحاد الوطني الكردستاني، خاض معظم البشمركة حفاظاً على منطقة تحت سيطرة حزبهم، في الوقت الذي يحارب فيه توغلات الجيش العراقي. في أعقاب حرب الخليج الأولى، شهدت كردستان العراق الحرب الأهلية الكردية بين الحزبين الرئيسيين، الحزب الديمقراطي الكردستاني والاتحاد الوطني الكردستاني. انتهت الحرب الأهلية رسميًا في سبتمبر 1998م، عندما وقع كل من بارزاني وطالباني اتفاقية واشنطن التي أبرمت معاهدة سلام رسمية. في الاتفاق، وافق الطرفان على تقاسم الإيرادات والسلطة، ومنع استخدام شمال العراق لحزب العمال الكردستاني (PKK)، وعدم السماح للقوات العراقية في المناطق الكردية. بحلول ذلك الوقت، قُتل حوالي 5000 شخص على كلا الجانبين. في السنوات التالية، ظل التوتر مرتفعاً، لكن كلا الطرفين تحركا نحو بعضهما البعض، وفي عام 2003م، شارك كلاهما في الإطاحة بالنظام البعثي كجزء من حرب العراق. ظلوا على علاقة جيدة، وشكّلوا حكومة كردستان العراق. خلافاً لغيرها من الميليشيات.

## الهيكلة
تنقسم البشمركة في الغالب بين القوات الموالية للحزب الديمقراطي الكردستاني (KDP) والموالين للاتحاد الوطني الكردستاني (PUK)، في حين أن الأحزاب الكردية الأخرى الصغيرة مثل الحزب الديمقراطي الاشتراكي الكردستاني لديها أيضاً قوات صغيرة خاصة بها. قسمت البيشمركة كردستان العراق إلى منطقة «صفراء» محكومة بالحزب الديمقراطي الكردستاني تغطي محافظة دهوك ومحافظة أربيل ومنطقة «خضراء» محكومة من قبل الاتحاد الوطني الكردستاني تغطي محافظة السليمانية وحلبجة. كل منطقة لديها فرع خاص بها من البشمركة مع مؤسسات الحكم الخاصة بها ووحدات البشمركة الموازية التي لا يوجد تنسق مع الفرع الآخر.

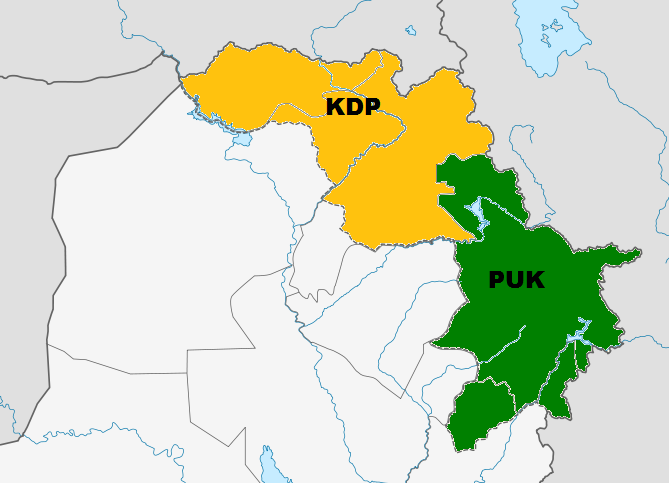
مناطق سيطرة الحزب الديمقراطي الكردستاني ومناطق الاتحاد الوطني الكردستاني في المنطقة الكردية.

نتيجة لطبيعة انقسام قوة البشمركة، لا يوجد مركز قيادة مركزي مسؤول عن كامل القوة، واتباع وحدات البشمركة تتبع تراتبية عسكرية منفصلة تعتمد على الولاء السياسي. وقد تم بذل جهود متعددة لتوحيد البشمركة وعدم تسييسها منذ عام 1992. ولكن حتى الآن تم تفويت جميع المواعيد النهائية، ومعظم البشمركة لا تزال تحت تأثير الحزب الديمقراطي الكردستاني والاتحاد الوطني الكردستاني، الذين أيضاً يبذلون مجهود للحفاظ على قوات البيشمركة الخاصة بهم. في أعقاب أحداث الحرب الأهلية العراقية في عام 2014، ضغطت الولايات المتحدة والعديد من الدول الأوروبية على الاتحاد الوطني الكردستاني والحزب الديمقراطي الكردستاني لإنشاء ألوية مختلطة من البيشمركة كشرط للمساعدات والتمويل. قام الاتحاد الوطني الكردستاني والحزب الديمقراطي الكردستاني بتوحيد 12 إلى 14 لواء تحت قيادة كتائب الحرس الإقليمي التي تم وضعها تحت قيادة وزارة شؤون البشمركة. إلا أن الضباط يستمرون في إبلاغ أوامرهم من قادة الأحزاب الذين يتولون السيطرة على نشر القوات الموالية لهم، وتعيين قادة الجبهة وقادة القطاع.
يعتمد كل من الحزب الديمقراطي الكردستاني والاتحاد الوطني الكردستاني بشدة على غير النظاميين في أوقات النزاع لزيادة صفوفهم. لكن كلاهما يحتفظ بالعديد من الألوية العسكرية المحترفة.
نظرًا للتمويل المحدود والحجم الهائل لقوات البشمركة خططت حكومة إقليم كردستان منذ وقت طويل لتقليص قواتها من أعداد كبيرة من القوات منخفضة الجودة إلى قوة أصغر ولكن أكثر فعالية وتدريبًا جيدًا. وبالتالي، في عام 2009، انخرطت حكومة كردستان الإقليمية وبغداد في مناقشات حول دمج أجزاء من قوات البشمركة في الجيش العراقي. ومع ذلك، بعد زيادة التوتر بين أربيل وبغداد فيما يتعلق بالمناطق المتنازع عليها، تم تعليق عملية النقل إلى حد كبير. تم نقل بعض البيشمركة بالفعل لكنهم هجروا مرة أخرى وهناك مزاعم بأن قوات البيشمركة السابقة تظل موالية لحكومة إقليم كردستان بدلاً من تسلسلها القيادي العراقي.
قوات البيشمركة علمانية بأغلبية مسلمة ووحدات آشورية مسيحية ويزيدية.

## جذور البيشمركة (1890-1958)

### الحرب الكردية العراقية الأولى (1961-1970)
في سبتمبر من عام 1961، ثار الزعيم الكردي البرزاني مصطفى علناً ضد السلطة في بغداد. بدأ مع 600 مقاتل من الأتباع، ولكن بحلول ربيع 1962 أصبحوا 5000 مقاتل وبعد مرور فترة قصيرة من الزمن استطاعوا ان يصلوا إلى 15.000 مقاتل. عندما هاجم البرزاني الحكومة العراقية حينها في خريف عام 1961 تم إلقاء القبض عليه من قبل الشعبة الثانية التابعة للحكومة العراقية، حيث قامت قوات البرزاني بهجوم مضاد على الشعبة الثانية لتحريره ولكن كانت الشعبة قادرة على صد الهجوم مما اضطرت قوات البرزاني على الانسحاب إلى الجبال في شتاء 1961-1962.

### الحرب الكردية العراقية الثانية (1974-1975)
قاد المفاوضات السرية بين البارزاني وصدام حسين إلى «بيان مارس». اشتمل الاتفاق على تعهد من الأكراد لوقف تمردهم، وتبادل في النظام سيسمح لإنشاء منطقة الحكم الذاتي الكردية في المناطق التي يكون فيها الكرد أغلبية وهي ثلاث محافظات شمال العراق (دهوك، السليمانيه، أربيل). إن الاتفاق كان من المقرر أن ينفذ في غضون أربع سنوات. خلال تلك السنوات الأربع حاول العرب السيطرة على مناطق محاذية للمحافظات الثلاثة وتمتاز بكونها خليط من عدة قوميات بالإضافة لكونها غنية بالنفط. وطالب النظام العراقي آنذاك تنفيذ البيان. العرب كانوا غير مستعدين لتنفيذه كون التكريد للمناطق النفطية لم يتم بعد إلا أن الإتفاق طُبّق وأصبح البيان قانونا في 11 مارس 1974. اندلعت على الفور اشتباكات بين مليشيات البيشمركة وقوات الأمن العراقية أودت بحياة 10000 قتيل من القوات المسلحة العراقية. إن الجيش العراقي لم يكن قادراً على سحق التمرد بسبب «بطولات» الأكراد. نشرت طهران فرقتين من الجيش الإيراني داخل العراق في يناير كانون الثاني عام 1975. [[. في أواخر عام 1974 بدأت المفاوضات مع شاه إيران محمد رضا بهلوي. وتم التوصل إلى اتفاق وقعه الجانبان خلال قمة أوبك في الجزائر العاصمة. هذا الإتفاق يضمن أن إيران ستتوقف عن مساعدة المتمردين الأكراد، وفي المقابل وافق العراق على ترسيم الحدود المشتركة مع إيران وفقا لبروتوكول القسطنطينية لعام 1913. في بروتوكول 1913 وكان خط الحدود في شط العرب في منتصف (الثالوج) من الممر المائي،  وليس كما كان مقررا سابقا في عام 1937 بين البلدين. في فهم 1937 مدد المياه الإقليمية للعراق إلى أكثر من شط العرب.
أوقف شاه إيران الدعم الإيراني للمتمردين، وانسحبت قواته وتم إغلاق الحدود في 1 نيسان وهزم الجيش العراقي البيشمركة نهاية مارس.
العديد من قادة الأكراد، بما في ذلك مصطفى البرزاني هرب إلى إيران واخرون إلى تركيا.

### إنشاء الاتحاد الوطني الكردستاني (1975-1979)
اندلعت المكتب السياسي (أو اللجنة المركزية) للحزب الديمقراطي الكردستاني، بزعامة أحمد إبراهيم وابنه في القانون العراقي جلال الطالباني، الخروج من الحزب الديمقراطي الكردستاني في عام 1966 عندما أصر مصطفى البارزاني على أخذ جميع القرارات الهامة دون استشارة زعماء الحزب الآخرين. مصطفى البارزاني المخصصة ثم قتلة لقتل أعضاء المكتب بوليت لتشمل جلال طالباني.
انضم إلى المكتب السياسي للحزب الديمقراطي الكردستاني عندما ألقوا السلاح بعد اتفاق الجزائر عام 1975، مع مجموعات أخرى لتشكيل حزب الاتحاد الوطني الكردستاني (الاتحاد الوطني الكردستاني). الاتحاد الوطني الكردستاني أصبح بسرعة ثاني أكبر حزب في شمال العراق، وتم بناء قوة خاصة به من البيشمركة.
وضع الاتحاد الوطني الكردستاني والحزب الديمقراطي الكردستاني وتنافس محموم التي من شأنها أن تؤدي إلى حرب بين الفصيلين.

### الحرب بين إيران والعراق (1980-1988)
خلال الحرب بين العراق وإيران وقف أكراد العراق مع إيران ضد العراق البعثيين. وكانت مساعدة من الأكراد عاملا مهما في نجاح إيران في وقت مبكر على الجبهة الشمالية (كردستان العراق) ولكن على الرغم من المكاسب التي حققها الإيرانيون كانوا غير قادرين على السيطرة على أي من المدن أو البلدات ذات الأهمية. وردَ صدام حسين وحكومته بالغاز الكيميائي على الآلاف من المدنيين الاكراد والإيرانيين. وبالرغم من أن غاز للفوز على الإيرانيين في الجبهة الوسطى والعراق استعادت جميع الأراضي التي خسرتها هناك، بما في ذلك جزر مجنون الغنية بالنفط، وإيران تبقى مكاسب في الشمال حتى قبول الإيرانيين هدنة صدام حاولت لكن صدام حسين لغزو خوزستان كما أنه يعتقد إنه يمكن كسب الحرب لا يزال ومجاهدي خلق الإلكترونية (وهي منظمة إرهابية إيرانية وفقا للولايات المتحدة الأمريكية، قد وقفت إلى جانب العراق) هاجم إيران في المركز، لكنه فشل كل من هذه الغزوات (رغم أن العراق لم تحقق مكاسب صغيرة في إيران) وصدام حسين كما قبلت وقف اطلاق النار. توقف الإيرانيين انسحبوا من شمال العراق وإيران دعم الأكراد في العراق. وكان الأكراد لمواصلة القتال الآن صدام من تلقاء نفسها، وباءت بالنصر.
واصلت المقاومة للحكومة العراقية في الفترة 1988-1989.

### عملية عاصفة الصحراء (1990-1991)
في أعقاب حرب الخليج العربي ويعرف أيضا باسم «عملية عاصفة الصحراء»: من يناير إلى مارس 1991)، أدت اعتبارات شتى الولايات المتحدة لإقامة دولتين «حظر الطيران» مناطق في العراق: منطقة واحدة وكانت في جنوب العراق، حيث كان نظام صدام حسين يضطهد بشراسة العرب الشيعة، ومنطقة أخرى كانت في الأراضي الكردية في شمال العراق. كان ممنوعا على حكومة بغداد تشغيل أي طائرة في أي من هذه المناطق، وحظر فرض من قبل الولايات المتحدة والمملكة المتحدة الأصول العسكرية في المنطقة. كانت بغداد غير قادرة على استخدام القوة الجوية في الشمال، وبعد أن تم مع قدراته التقليدية ولكن جميع هدمت خلال عاصفة الصحراء، ولكن القليل من الخيارات إلى أن يجلس وتشهد ولادة جديدة للمنطقة الحكم الذاتي الكردية.

### الانتفاضات 1991
بعد الهزيمة التي لحقت بالجيش العراقي جراء تصرفات رئيس الجمهورية انذاك صدام حسين، عانى الجيش العراقي من الإهمال وعمليات الإعدامات والفصل لكبار الضباط مقارنه بالحرس الجمهوري الذي كان ذي ولاء مطلق للرئيس. خلال أصعب الحالات التي مر بها الجيش الذي طالما دافع عن العراق عرشه الأعلى وحزب الله تنظيم العراق وحدات الجيش العراقي في الشمال والجنوب، هناك بعض المقاطع على اليوتيوب تظهر فيها امرأه موالية لقوات البشمركه تدوس برجلها بطن جثه مجند عراقي احتفالا بالنصر على الجيش العراقي

### الحرب الأهلية الكردية (1995-1998)
لمزيد من التفاصيل حول هذا الموضوع، انظر العراقي 
.
عقدت الحرب الأهلية بين البشمركة من الاتحاد الوطني الكردستاني والحزب الديمقراطي الكردستاني وحتى تطوير عسكري من قوات البيشمركة والاهتمام لم يعد على التهديدات الخارجية.

### 1998-2003
عد «اتفاق واشنطن» في عام 1998، والقتال بين الحزب الديمقراطي الكردستاني والاتحاد الوطني الكردستاني في قوات البيشمركة وصل إلى نهايته. كما نشط الاتحاد الوطني الكردستاني البيشمركة إلقاء أسلحتهم، وبدأ كبار السن من قدامى المحاربين البشمركة ملء أدوار الاتحاد الوطني الكردستاني أكثر في السياسية. مع الحزب الديمقراطي الكردستاني بقيادة متزايد من قبل أفراد أسرة البارزاني، ظل التوتر السياسي بين الأحزاب الكردية.
وكان ظهور جماعات متشددة صارمة، والإسلامية مثل الحركة الإسلامية في كردستان في شمال العراق من قبل ثم تم بالفعل مصدرا إضافيا للتوتر القتال والسياسية لبعض الوقت. قاد الساحة الدولية لتنظيم القاعدة في أعقاب هجمات 11 سبتمبر ايلول 2001 على الولايات المتحدة لتنظيم القاعدة بوساطة [بحاجة لمصدر] خلق من جماعة أنصار الإسلام، والذي زاد من تفاقم العنف الطائفي. على الرغم من أن قتالا متقطعا استمر مع حزب العمال الكردستاني (حزب العمال الكردي التركي ومقرها)، واجهت قوات البيشمركة الاتحاد الوطني الكردستاني التهديد الأكبر لها من أنصار الإسلام، الذي كان مدعوما أيضا من قبل الحكومة البعثية [بحاجة لمصدر]. كان يقودها الملا كريكار وهو كردي من العقيدة الإسلامية الصارمة، تتألف جماعة أنصار الإسلام من مقاتلي حرب العصابات أكثر من 500، وكثير منهم فروا من أفغانستان بعد الولايات المتحدة عملية الحرية الدائمة.
على الرغم من أنها واجهت معارضة العسكرية التقليدية من العراقيين وتكتيكات حرب العصابات القائم على جبل أثناء القتال بين الأكراد، وكان الاتحاد الوطني الكردستاني البيشمركة صعوبة التصدي لهجوم المتعصبين من أنصار الإسلام. المقاتلين الأجانب استخدام الهجمات الانتحارية، والاغتيالات، والألغام والقنابل، والسيوف والسواطير لقتل ليس فقط البيشمركة لكن لتدنيس أجسادهم. في حين أن أنصار الإسلام يزعم أنها تتلقى الدعم من إيران والمملكة العربية السعودية، والعراق، وكان الاتحاد الوطني الكردستاني فقط البيشمركة قوات الحزب الديمقراطي الكردستاني كحلفاء. وكان كلا الطرفين الصامد في استيائهم عن وجود أنصار الإسلام. الاتحاد الوطني الكردستاني قائد أنور Dolani، على سبيل المثال، وأكد أنه «لا يوجد مكان للإرهاب في كردستان العراق» مسعود بارزاني، وادعت قوات البيشمركة لم يكن في حاجة إلى مساعدة هزيمة المسلحين غير مرغوب فيه. على الرغم من التضامن الكردية، جلبت استعدادات الولايات المتحدة للإطاحة بالرئيس العراقي صدام حسين تعزيزات ترحيب للصراع.

### حرب العراق ودور البيشمركة (2003)
-البيشمركة مرتبط مع قسم وكالة الاستخبارات المركزية والقوات الخاصة والجيش الأمريكي، ساهمت البيشمركة في إعداد ساحة المعركة للقوات العسكرية الأمريكية في جميع انحاء العراق. حيث إنه كانت من الخطوات الأولى هي طرد انصار القاعدة من بعض القرى العراقية آنذاك. كما اسفرت المعركة «معركة طرد انصار القاعدة» عن مقتل العديد من عناصر انصار القاعدة والبعض الآخر فرَّ بإتجاه إيران، وأعادوا تنظيم صفوفهم في وقت لاحق في العراق.
-الولايات المتحدة ومتحدثون باسم قوات البشمركة كشفت منشأة للأسلحة الكيميائية في «سارغات»، المرفق الوحيد من نوعه اكتشف في حرب العراق حينها.

## البيشمركة في العراق الجديد (2003 إلى الوقت الحاضر)
تعتبر قوات البيشمركة حَليف فعال لقوات التحالف التي تقودها الولايات المتحدة. كما انها خاضت جنباً إلى جنب مع القوات الاميركية في حرب العراق عام 2003. ومنذ ذلك الوقت تولت البيشمركة المسؤولية الكاملة عن أمن وحماية المناطق الكردية شمال العراق.
وتشير التقديرات إلى أن عام 2005 كان يقدر عدد البيشمركة بحوالي 180.000 مقاتل، إلى أن وصل عددهُم في الوقت الحالي بحوالي 375.000 مقاتل بحسب ما نشرته وكالة سي بي اس نيوز.
وكانت البيشمركة شريكاً فعالاً في التحالف الذي تقوده الولايات المتحدة في العراق. حيث ان العديد من عناصر البشمركة يجيدون اللغة العربية، وعلى النقيض من قوات التحالف الأجنبية، وبالتالي لعبوا دوراً هاماً في المثلث السني في وسط العراق على المستوى الاستراتيجي.

## المعدات والقدرات
تعتمد قوات البيشمركة إلى حد كبير على الأسلحة القديمة التي تم الاستيلاء عليها من المعارك. احتجزت البشمركة مخزونات الأسلحة خلال الانتفاضات العراقية عام 1991. تم الاستلاء على عدة مخزونات من الأسلحة من الجيش العراقي القديم من قبل البيشمركة،  خلال الغزو الأمريكي للعراق عام 2003، حيث كانت قوات البشمركة نشطة. في أعقاب انسحاب الجيش العراقي الجديد خلال هجوم داعش في يونيو 2014، ورد أن قوات البشمركة تمكنت مرة أخرى من الحصول على الأسلحة التي خلفها الجيش العراقي. منذ أغسطس 2014، قامت قوات البيشمركة أيضاً باستلاء أسلحة من قوات تنظيم الدولة. في عام 2015، ولأول مرة، تلقى جنود البشمركة حربًا في المدن وتدريبًا على الاستخبارات العسكرية من مدربين أجانب.
ترسانة البشمركة محدودة ومحصورة لأن المنطقة الكردية يجب عليها شراء الأسلحة من خلال الحكومة العراقية. بسبب الخلافات بين حكومة إقليم كردستان والحكومة العراقية، كانت تدفقات الأسلحة من بغداد إلى كردستان العراق غير موجودة تقريبًا، حيث تخشى بغداد من التطلعات الكردية للاستقلال. بعد هجوم تنظيم الدولة في أغسطس 2014، قامت عدة حكومات بتسليح البيشمركة ببعض المعدات الخفيفة، مثل الأسلحة الخفيفة، والنظارات الليلية والذخيرة. ومع ذلك، أكد مسؤولون كرد وقياديون في البيشمركة أنهم لم يتلقوا ما يكفي. كما يؤكدون على أن بغداد تمنع كل الأسلحة من الوصول إلى حكومة إقليم كردستان، مشددة على ضرورة إرسال الأسلحة مباشرة إلى حكومة إقليم كردستان وليس عبر بغداد. وعلى الرغم من ذلك، فقد صرحت الولايات المتحدة بأن حكومة العراق مسؤولة عن أمن كردستان العراق وأن بغداد يجب أن توافق على جميع المساعدات العسكرية.
تفتقر البيشمركة إلى وحدات طبية ووحدات اتصالات مناسبة. هذا أصبح واضحاً خلال هجوم تنظيم الدولة في عام 2014 حيث وجدت البشمركة نفسها تفتقر إلى سيارات الإسعاف والمستشفيات الميدانية الأمامية، مما أجبر المقاتلين الجرحى على العودة إلى بر الأمان. هناك أيضًا نقص في أدوات التواصل حيث يضطر قادة البيشمركة إلى استخدام الهواتف المحمولة المدنية للتواصل مع بعضهم البعض. بتوجيه من التحالف الذي تقوده الولايات المتحدة، بدأت البشمركة في توحيد أنظمتها الخاصة بالأسلحة، لتحل محل الأسلحة التي تعود إلى الحقبة السوفييتية بأسلحة الناتو.
ما يلي تفاصيل بعض المعدات الرئيسية:
- الأسلحة فردية
  - بندقية هجومية
    - إيه كيه-47 (Assault Rifle - 7.62 x 39 mm. Standard Assault Rifle (along with AKM) of the Peshmerga)
    - إيه كيه إم (Assault Rifle - 7.62 x 39 mm)
    - Zastava M92 (Assault Rifle - 7.62x39 mm)
    - بندقية إم-4 القصيرة (Assault Rifle - 5.56mm x 45 mm. Used in Anti-terror operations)
    - جي 3 (Battle Rifle - 7.62 × 51 mm)
    - M16 (Assault Rifle - 5.56 x 45 mm) [31]

  - قناص البندقية
    - دراغونوف (Sniper Rifle - 7.62 × 54 mmR)
    - M-40A1 (Sniper Rifle - 7.62 × 51 mm)
    - Barrett M82A1 (Sniper Rifle - 12.7 x 99 mm)
    - تبوك (Sniper Rifle - 7.62 x 39 mm)
    - نظام أسلحة القناصة إم24 (Sniper Rifle - 7.62 × 51 mm)
    - Dragunov SVU (Sniper Rifle - 7.62x54R)
    - زستافا ام91 (Sniper Rifle - 7.62 x 54 mm)
    - PSG1 (Sniper Rifle - 7.62x51)

  - المتفجرات المضادة للدبابات
    - آر بي جي 7 (rocket-propelled grenade launcher - 40 mm)
    - آر بي جي - 29 (rocket-propelled grenade launcher - 105 mm)
    - اي تي 4 (rocket-propelled grenade launcher - 84 mm)
    - 9 كيه 111 فاجوت (rocket-propelled grenade launcher - 120 mm)

  - التي يحملها الهواء ونظام الدفاع
    - ستريلا-2
    - SA-16 Gimlet
    - SA-18 Grouse
- السيارات
  - دبابات القتال الرئيسية
    - تي-55 [32]
    - تي-62
    - تي-72 [32][33]

  - المشاة المقاتلة المركبة
    - بي إم بي-1

  - الجنود المدرعة الناقلة
    - مدرعة إم تي-إل بي
    - بي أر دي إم-2

  - شاحنات عسكرية
    - Ural-5323 (8x8 10-tons)
    - GAZ-33097 (4x4 2-tons)
    - غاز-66 (4x4 2-tons)
    - هامفي [34]

  - بيك اب شاحنات
    - تويوتا هايلوكس (4x4 "4Runner")
    - نيسان تيتان
    - ستارتيك لاند روفر ديفندر[35]

  - المدفعية ذاتية الحركة
    - 122mm فوزديكا 2أس1 (122mm, maximum range with regular shell; 15.3 km, rocket assisted; 21.9 km)
    - 107mm فجر-1 Multiple Rocket Launcher
    - 122mm بي إم-21 غراد Multiple Rocket Launcher

  - مقطورة المدفعية
    - 105mm M-56
    - 122mm هاوتزر عيار 122 مم D-30) 2A18) (122mm, maximum range with regular shell; 15.4 km, rocket assisted; 21.9 km)
    - 122mm M-30
    - 152mm D-1

  - هاون
    - 82mm Vasilek
    - 81mm M252
    - 81mm M-29
    - 60mm هاون m224
    - 160mm Mortar M1943  [لغات أخرى]‏

  - بندقية مضادة للطائرات
    - ZU-23-2
    - KS-30
- طائرات هليكوبتر
  -     - ميل مي-17
    - ميل مي-8
    - سيكورسكي إس-333
    - يوروكوبتر إي سي 120 كوليبري

## دور المرأة
لعبت النساء دوراً هاما في البشمركة منذ تأسيسها. عرفت قبيلة الزاند الكردية بأنها تسمح للنساء بأدوار عسكرية. خلال النزاع العراقي الكردي، خدمت غالبية النساء داخل البيشمركة في دعم الأدوار مثل بناء المعسكرات، ورعاية الجرحى وحمل الذخائر والرسائل. عدة ألوية نسائية خدمت في الخطوط الأمامية. أشهر البيشمركة كانت مارغريت جورج شيلو التي تمكنت من الحصول على مكانة رائدة. بدأ الاتحاد الوطني الكردستاني تجنيد النساء خلال الحرب الأهلية الكردية. أعطيت النساء تدريباً أساسياً لمدة 45 يوماً شمل مناورات استعراضية ورماية أساسية بمختلف البنادق وقذائف الهاون وقذائف الآر بي جي. في الأشهر التي سبقت غزو الولايات المتحدة للعراق في عام 2003، أطلقت الولايات المتحدة عملية «فايكنغ هامر» التي وجهت ضربة هائلة للجماعات الإرهابية الإسلامية في كردستان العراق واكتشفت منشأة أسلحة كيميائية. وأكد الاتحاد الوطني الكردستاني لاحقاً أن المقاتلات الأكراد شاركن في العملية.
تتألف البيشمركة حالياً تقريباً من الرجال بينما تضم 600 امرأة على الأقل في صفوفها. في الحزب الديمقراطي الكردستاني، تم منع هؤلاء النساء البشمركة حتى الآن من الوصول إلى الخطوط الأمامية ويستخدمن في الغالب في مواقع اللوجستيات والإدارة.